# Sham
Sham er en amerikansk stumfilm fra 1921 af Thomas N. Heffron.

## Medvirkende
- Ethel Clayton som Katherine Van Riper
- Clyde Fillmore som Tom Jaffrey
- Theodore Roberts som Jeriamiah Buck
- Sylvia Ashton som Bella
- Walter Hiers som Montee Buck
- Helen Dunbar som Louisa
- Arthur Edmund Carewe som Bolton
- Tom Ricketts som James